# The Honeymoon Tour
The Honeymoon Tour è stato il primo tour mondiale della cantante statunitense Ariana Grande, a supporto del suo secondo album in studio My Everything (2014).
È stato annunciato il 10 settembre 2014 durante un'intervista per la rivista Rolling Stone ed è iniziato il 25 febbraio 2015 con la prima tappa ad Independence, Missouri per poi terminare in Brasile, precisamente presso San Paolo il 25 ottobre dello stesso anno. Il tour si compone di 88 date, suddivise tra Nord America, Europa, Asia e Sud America.

## Scaletta

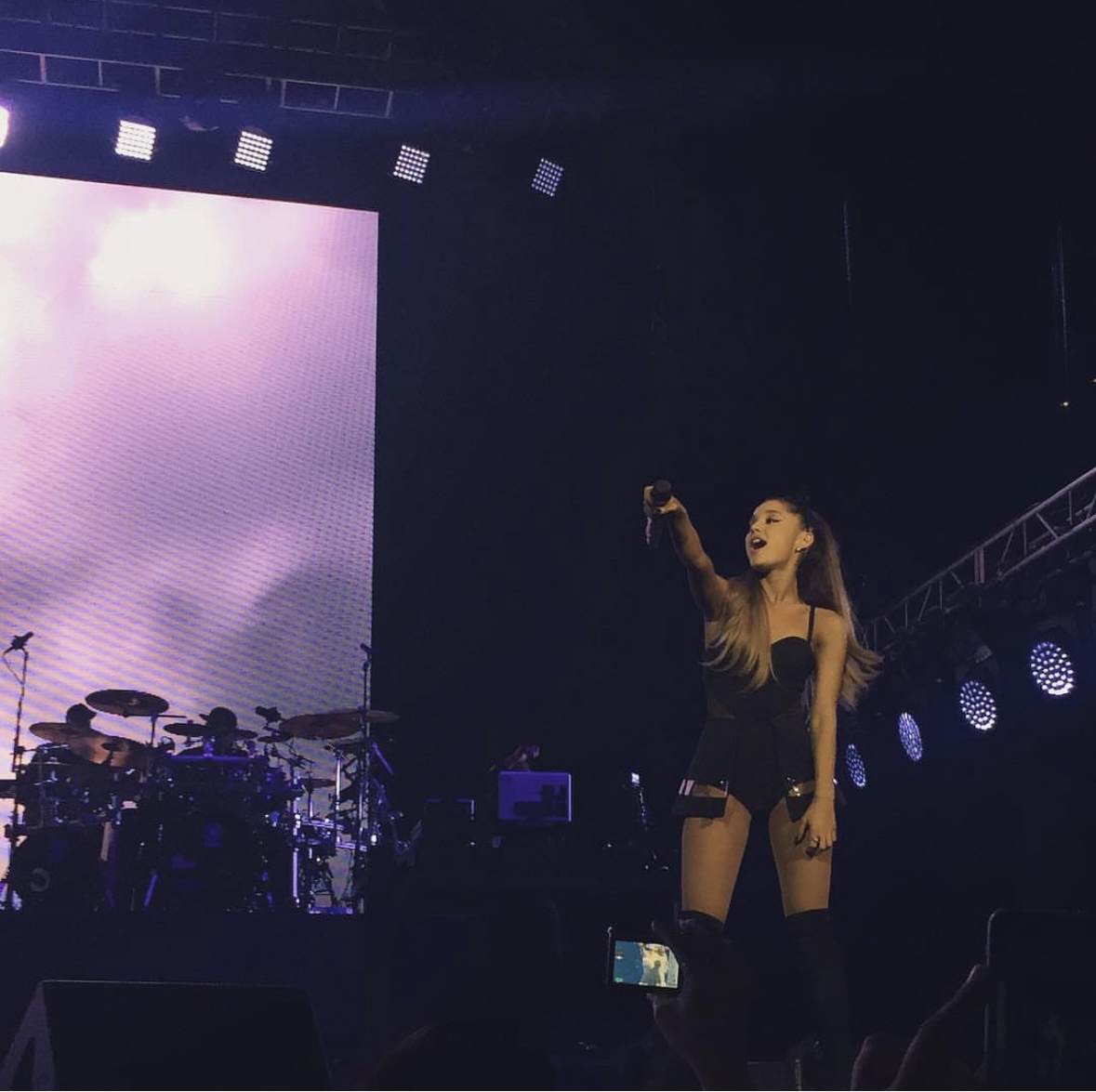
Grande mentre canta Best Mistake a Manila

1. Bang Bang
2. Hands On Me
3. Baby I
4. Best Mistake
5. Break Your Heart Right Back
6. Be My Baby
7. Right There
8. The Way
9. Pink Champagne
10. Tattooed Heart
11. One Last Time
12. What do you mean?
13. Why Try
14. My Everything
15. Adore
16. Love Me Harder
17. Honeymoon Avenue
18. All My Love
19. Break Free
20. Problem

## Date del tour
| Data              | Città             | Paese        | Arena                      | Artista d'Apertuta         | Biglietti Disponibili/ Venduti | Incasso      |
| Nord America      | Nord America      | Nord America | Nord America               | Nord America               | Nord America                   | Nord America |
| ----------------- | ----------------- | ------------ | -------------------------- | -------------------------- | ------------------------------ | ------------ |
| 25 febbraio 2015  | Independence      | Stati Uniti  | Independence Events Center | Cashmere Cat Rixton        | 5.594 / 5.594                  | $305.063     |
| 28 febbraio 2015  | Milwaukee         | Stati Uniti  | BMO Harris Bradley Center  | Cashmere Cat Rixton        | 10.411 / 10.411                | $484.877     |
| 1º marzo 2015     | Saint Paul        | Stati Uniti  | Xcel Energy Center         | Cashmere Cat Rixton        | 11.272 / 11,272                | $596.866     |
| 3 marzo 2015      | Rosemont          | Stati Uniti  | Allstate Arena             | Cashmere Cat Rixton        | 12.470 / 12.470                | $635.053     |
| 5 marzo 2015      | Cleveland         | Stati Uniti  | Quicken Loans Arena        | Cashmere Cat Rixton        | 11.553 / 11.553                | $604.962     |
| 7 marzo 2015      | Detroit           | Stati Uniti  | Joe Louis Arena            | Cashmere Cat Rixton        | 14.505 / 14.505                | $659.749     |
| 8 marzo 2015      | Toronto           | Canada       | Air Canada Centre          | Cashmere Cat Rixton        | 13.666 / 13.666                | $493.989     |
| 10 marzo 2015     | Pittsburgh        | Stati Uniti  | Petersen Events Center     | Cashmere Cat Rixton        | 8.149 / 8.149                  | $427.937     |
| 12 marzo 2015     | Filadelfia        | Stati Uniti  | Wells Fargo Center         | Cashmere Cat Rixton        | 14.334 / 14.334                | $778.265     |
| 14 marzo 2015     | Uncasville        | Stati Uniti  | Mohegan Sun Arena          | Cashmere Cat Rixton        | 7.347 / 7.347                  | $326.102     |
| 15 marzo 2015     | Worcester         | Stati Uniti  | DCU Center                 | Cashmere Cat Rixton        | 10.337 / 10.337                | $517.105     |
| 17 marzo 2015     | Houston           | Stati Uniti  | NRG Stadium                | Cashmere Cat Rixton        | 75.068 / 75.068                | $1.234.176   |
| 20 marzo 2015     | New York          | Stati Uniti  | Madison Square Garden      | Cashmere Cat Rixton        | 28.520 / 28.520                | $1,455,122   |
| 21 marzo 2015     | New York          | Stati Uniti  | Madison Square Garden      | Cashmere Cat Rixton        | 28.520 / 28.520                | $1,455,122   |
| 24 marzo 2015     | Atlanta           | Stati Uniti  | Philips Arena              | Cashmere Cat Rixton        | 9.271 / 9,271                  | $510.404     |
| 26 marzo 2015     | Orlando           | Stati Uniti  | Amway Center               | Cashmere Cat Rixton        | 12.661 / 12.661                | $609.739     |
| 28 marzo 2015     | Miami             | Stati Uniti  | American Airlines Arena    | Cashmere Cat Rixton        | 13.646 / 13.646                | $663.521     |
| 31 marzo 2015     | San Antonio       | Stati Uniti  | AT&T Center                | Cashmere Cat Rixton        | 11.319 / 11.319                | $544.146     |
| 1º aprile 2015    | Dallas            | Stati Uniti  | American Airlines Center   | Cashmere Cat Rixton        | 12.248 / 12.248                | $602.533     |
| 3 aprile 2015     | Oklahoma City     | Stati Uniti  | Chesapeake Energy Arena    | Cashmere Cat Rixton        | 9.526 / 9.526                  | $461.343     |
| 6 aprile 2015     | Phoenix           | Stati Uniti  | Talking Stick Resort Arena | Cashmere Cat Rixton        | 12.530 / 12.530                | $600.280     |
| 8 aprile 2015     | Inglewood         | Stati Uniti  | The Forum                  | Cashmere Cat Rixton        | 11.605 / 11.605                | $534,176     |
| 10 aprile 2015    | Anaheim           | Stati Uniti  | Honda Center               | Cashmere Cat Rixton        | 12.160 / 12.160                | $581.827     |
| 12 aprile 2015    | San Jose          | Stati Uniti  | SAP Center                 | Cashmere Cat Rixton        | 12.717 / 12.717                | $651.429     |
| 14 aprile 2015    | Seattle           | Stati Uniti  | KeyArena                   | Cashmere Cat Rixton        | 11.648 / 11.648                | $508.121     |
| 16 aprile 2015    | Vancouver         | Canada       | Rogers Arena               | Cashmere Cat Rixton        | 13.210 / 13.210                | $477.295     |
| Europa            |                   |              |                            |                            |                                |              |
| 14 maggio 2015    | Parigi            | Francia      | Zénith di Parigi           | Rixton                     | N.D.                           | N.D.         |
| 15 maggio 2015    | Parigi            | Francia      | Zénith di Parigi           | Rixton                     | N.D.                           | N.D.         |
| 19 maggio 2015    | Berlino           | Germania     | Max-Schmeling-Halle        | Rixton                     | N.D.                           | N.D.         |
| 21 maggio 2015    | Stoccolma         | Svezia       | Ericsson Globe             | Rixton                     | N.D.                           | N.D.         |
| 22 maggio 2015    | Oslo              | Norvegia     | Oslo Spektrum              | Rixton                     | N.D.                           | N.D.         |
| 25 maggio 2015    | Milano            | Italia       | Mediolanum Forum           | Rixton                     | N.D.                           | N.D.         |
| 28 maggio 2015    | Amsterdam         | Paesi Bassi  | Ziggo Dome                 | Rixton                     | N.D.                           | N.D.         |
| 29 maggio 2015    | Amsterdam         | Paesi Bassi  | Ziggo Dome                 | Rixton                     | N.D.                           | N.D.         |
| 1º giugno 2015    | Londra            | Regno Unito  | The O2 Arena               | Rixton                     | 13.549 / 13.841                | $762.868     |
| 4 giugno 2015     | Manchester        | Regno Unito  | Manchester Arena           | Rixton                     | 11.506 / 11.765                | $613.272     |
| 6 giugno 2015     | Londra            | Regno Unito  | Wembley Stadium            | N.D.                       | N.D.                           | N.D.         |
| 8 giugno 2015     | Glasgow           | Regno Unito  | The SSE Hydro              | Krishane                   | 10.789 / 10.792                | $555.723     |
| 9 giugno 2015     | Birmingham        | Regno Unito  | Barclaycard Arena          | Krishane                   | N.D.                           | N.D.         |
| 12 giugno 2015    | Anversa           | Belgio       | Sportpaleis                | Alvar & Millas             | 13.255 / 14.514                | $563,577     |
| 13 giugno 2015    | Colonia           | Germania     | Lanxess Arena              | N.D.                       | N.D.                           | N.D.         |
| 16 giugno 2015    | Barcellona        | Spagna       | Palau Sant Jordi           | Paula Rojo                 | N.D.                           | N.D.         |
| Nord America      |                   |              |                            |                            |                                |              |
| 28 giugno 2015    | New York          | Stati Uniti  | Pier 26                    | N.D.                       | N.D.                           | N.D.         |
| 16 luglio 2015    | Tampa             | Stati Uniti  | Amalie Arena               | Prince Royce               | 5.651 / 7.214                  | $306.261     |
| 18 luglio 2015    | Sunrise           | Stati Uniti  | BB&T Center                | Prince Royce               | N.D.                           | N.D.         |
| 21 luglio 2015    | Charlotte         | Stati Uniti  | Time Warner Cable Arena    | Prince Royce               | N.D.                           | N.D.         |
| 23 luglio 2015    | Louisville        | Stati Uniti  | KFC Yum! Center            | Prince Royce               | N.D.                           | N.D.         |
| 25 luglio 2015    | Washington        | Stati Uniti  | Verizon Center             | Prince Royce               | 7.996 / 10.361                 | $515.683     |
| 26 luglio 2015    | Hershey           | Stati Uniti  | Hersheypark Stadium        | Prince Royce               | N.D.                           | N.D.         |
| 29 luglio 2015    | Filadelfia        | Stati Uniti  | Wells Fargo Center         | Prince Royce               | N.D.                           | N.D.         |
| 31 luglio 2015    | Albany            | Stati Uniti  | Times Union Center         | Prince Royce               | N.D.                           | N.D.         |
| 2 agosto 2015     | Uncasville        | Stati Uniti  | Mohegan Sun Arena          | Prince Royce               | 7.044 / 7.131                  | $470.758     |
| 4 agosto 2015     | Manchester        | Stati Uniti  | Verizon Wireless Arena     | Prince Royce               | N.D.                           | N.D.         |
| 6 agosto 2015     | Montréal          | Canada       | Bell Centre                | Prince Royce               | 10.533 / 10.533                | $502.087     |
| 7 agosto 2015     | Ottawa            | Canada       | Canadian Tire Centre       | Prince Royce               | N.D.                           | N.D.         |
| 9 agosto 2015     | Toronto           | Canada       | Air Canada Centre          | Prince Royce               | 10.703 / 10.703                | $453.447     |
| Asia              |                   |              |                            |                            |                                |              |
| 15 agosto 2015    | Tokyo             | Giappone     | QVC Marine Field           | N.D.                       | N.D.                           | N.D.         |
| 16 agosto 2015    | Osaka             | Giappone     | Maishima Sports Island     | N.D.                       | N.D.                           | N.D.         |
| 19 agosto 2015    | Tokyo             | Giappone     | Tokyo International Forum  | N.D.                       | N.D.                           | N.D.         |
| 23 agosto 2015    | Manila            | Filippine    | Mall of Asia Arena         | Tom Taus                   | N.D.                           | N.D.         |
| 26 agosto 2015    | Giacarta          | Indonesia    | JIEXPO                     | N.D.                       | N.D.                           | N.D.         |
| Nord America      |                   |              |                            |                            |                                |              |
| 29 agosto 2015    | Las Vegas         | Stati Uniti  | Mandalay Bay Events Center | Prince Royce               | N.D.                           | N.D.         |
| 31 agosto 2015    | Fresno            | Stati Uniti  | Save Mart Center           | Prince Royce               | 8.897 / 10.710                 | $416.264     |
| 2 settembre 2015  | Boise             | Stati Uniti  | Taco Bell Arena            | Prince Royce               | N.D.                           | N.D.         |
| 4 settembre 2015  | Portland          | Stati Uniti  | Moda Center                | Prince Royce               | N.D.                           | N.D.         |
| 8 settembre 2015  | Mountain View     | Stati Uniti  | Shoreline Amphitheatre     | Prince Royce               | N.D.                           | N.D.         |
| 9 settembre 2015  | Chula Vista       | Stati Uniti  | Sleep Train Amphitheatre   | Prince Royce               | N.D.                           | N.D.         |
| 10 settembre 2015 | Sacramento        | Stati Uniti  | Sleep Train Arena          | Prince Royce               | N.D.                           | N.D.         |
| 11 settembre 2015 | Los Angeles       | Stati Uniti  | Staples Center             | Prince Royce, Who Is Fancy | 13.573 / 13.745                | $653.203     |
| 18 settembre 2015 | Houston           | Stati Uniti  | Toyota Center              | Prince Royce, Who Is Fancy | 9.939 / 10.124                 | $557.714     |
| 20 settembre 2015 | Birmingham        | Stati Uniti  | Legacy Arena               | Prince Royce, Who Is Fancy | N.D.                           | N.D.         |
| 22 settembre 2015 | Nashville         | Stati Uniti  | Bridgestone Arena          | Prince Royce, Who Is Fancy | 7.775 / 8.045                  | $304.405     |
| 24 settembre 2015 | Raleigh           | Stati Uniti  | PNC Arena                  | Prince Royce, Who Is Fancy | N.D.                           | N.D.         |
| 26 settembre 2015 | Brooklyn          | Stati Uniti  | Barclays Center            | Prince Royce, Who Is Fancy | 21.510 / 21.510                | $1.127.406   |
| 27 settembre 2015 | Brooklyn          | Stati Uniti  | Barclays Center            | Prince Royce, Who Is Fancy | 21.510 / 21.510                | $1.127.406   |
| 29 settembre 2015 | Grand Rapids      | Stati Uniti  | Van Andel Arena            | Prince Royce, Who Is Fancy | 7.822 / 7.822                  | $373.754     |
| 2 ottobre 2015    | Chicago           | Stati Uniti  | United Center              | Prince Royce, Who Is Fancy | N.D.                           | N.D.         |
| 4 ottobre 2015    | Saint Louis       | Stati Uniti  | Scottrade Center           | Prince Royce, Who Is Fancy | N.D.                           | N.D.         |
| 6 ottobre 2015    | Wichita           | Stati Uniti  | Intrust Bank Arena         | Prince Royce, Who Is Fancy | 7.161 / 10.884                 | $371.124     |
| 7 ottobre 2015    | Tulsa             | Stati Uniti  | BOK Center                 | Prince Royce, Who Is Fancy | N.D.                           | N.D.         |
| 9 ottobre 2015    | New Orleans       | Stati Uniti  | Smoothie King Center       | Prince Royce, Who Is Fancy | N.D.                           | N.D.         |
| 11 ottobre 2015   | Dallas            | Stati Uniti  | American Airlines Center   | Prince Royce, Who Is Fancy | 8.945 / 9.653                  | $377.291     |
| 13 ottobre 2015   | Austin            | Stati Uniti  | Frank Erwin Center         | Prince Royce               | 7.179 / 8.632                  | $351.128     |
| 15 ottobre 2015   | El Paso           | Stati Uniti  | El Paso County Coliseum    | Prince Royce               | N.D.                           | N.D.         |
| 18 ottobre 2015   | Città del Messico | Messico      | Palacio de los Deportes    | Dj Dubz                    | 16.109 / 16.349                | $1.074.116   |
| Sud America       |                   |              |                            |                            |                                |              |
| 21 ottobre 2015   | Santiago          | Cile         | Movistar Arena             | N.D.                       | N.D.                           | N.D.         |
| 23 ottobre 2015   | Buenos Aires      | Argentina    | Complejo al Rìo            | Olivia Viggiano            | N.D.                           | N.D.         |
| 25 ottobre 2015   | San Paolo         | Brasile      | Allianz Parque             | N.D.                       | N.D.                           | N.D.         |
| Totale            | Totale            | Totale       | Totale                     | Totale                     | 490.635 / 505.027 (97.1%)      | $40.379.990  |